# Вайсенфельс
Вайсенфельс (нім. Weißenfels) — місто в Німеччині, розташоване в землі Саксонія-Ангальт. Входить до складу району Бургенланд.

## Географія
Площа — 113,51 км2. Населення становить 39 745 ос. (станом на 31 грудня 2021).

## Адміністративний поділ
Борау (нім. Borau) з районами Селау і Клебен(нім. Selau und Klebe) був незалежним муніципалітетом, поки не був включений до міста Вайсенфельс 1 січня 1995 року. 
1 вересня 2010 року колишні муніципалітети Бургвербен, Гроскорбета, Лейслінг, Райхардтсвербен, Шкортлебен, Шторкау, Тагевербен і Венгельсдорф (нім. Burgwerben, Großkorbetha, Leißling, Reichardtswerben, Schkortleben, Storkau, Tagewerben and Wengelsdorf)приєдналися до міста.
Після адміністративної реформи 1 січня 2010 року Вайсенфельс також включає колишні муніципалітети Лангендорф, Марквербен і Уйхтеріц (нім. Langendorf, Markwerben and Uichteritz). 
Ці колишні муніципаліти тепер є населеними пунктами або муніципальними підрозділами Вайсенфельса.

## Історія

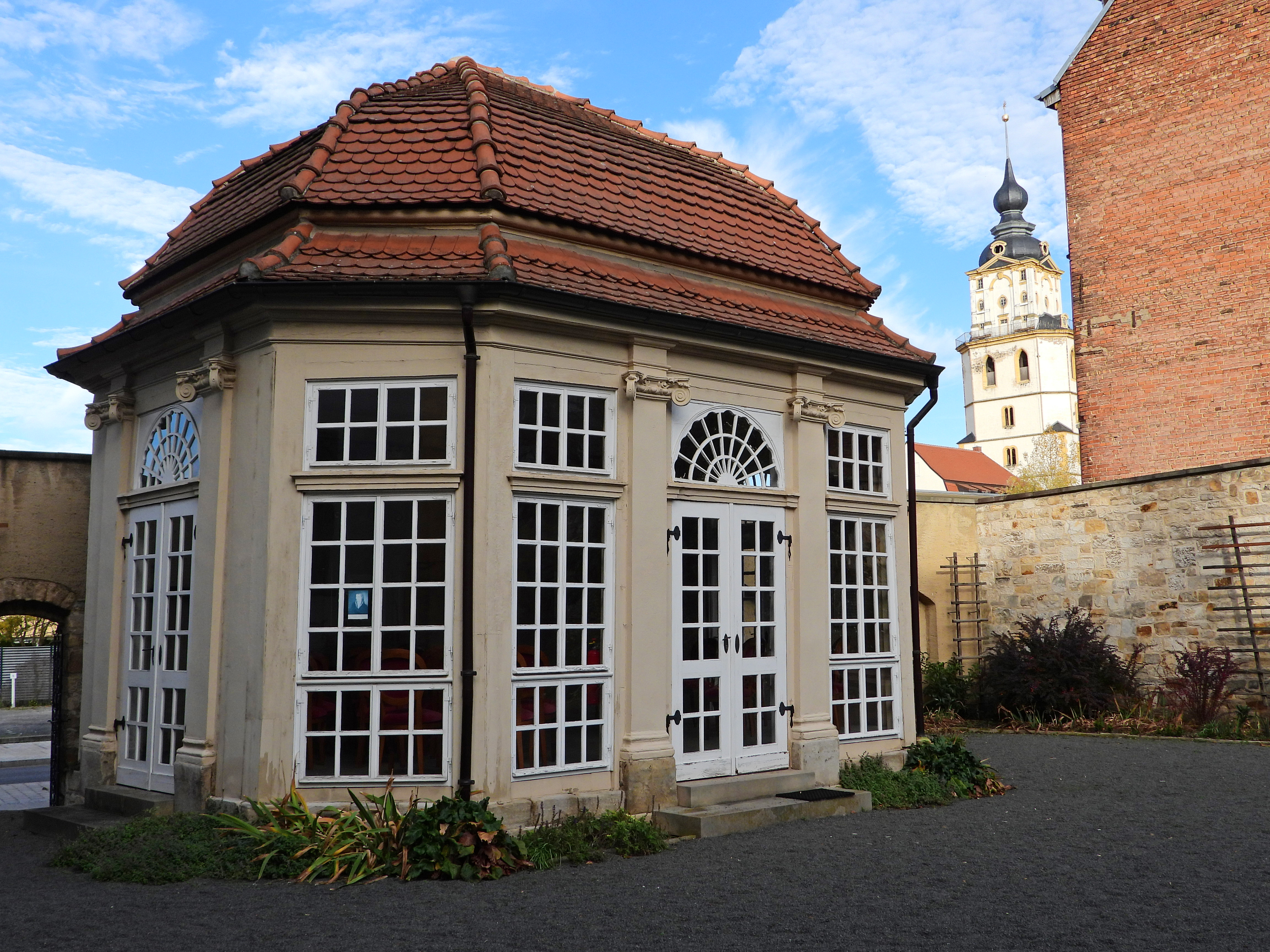
Павільйон Новаліса
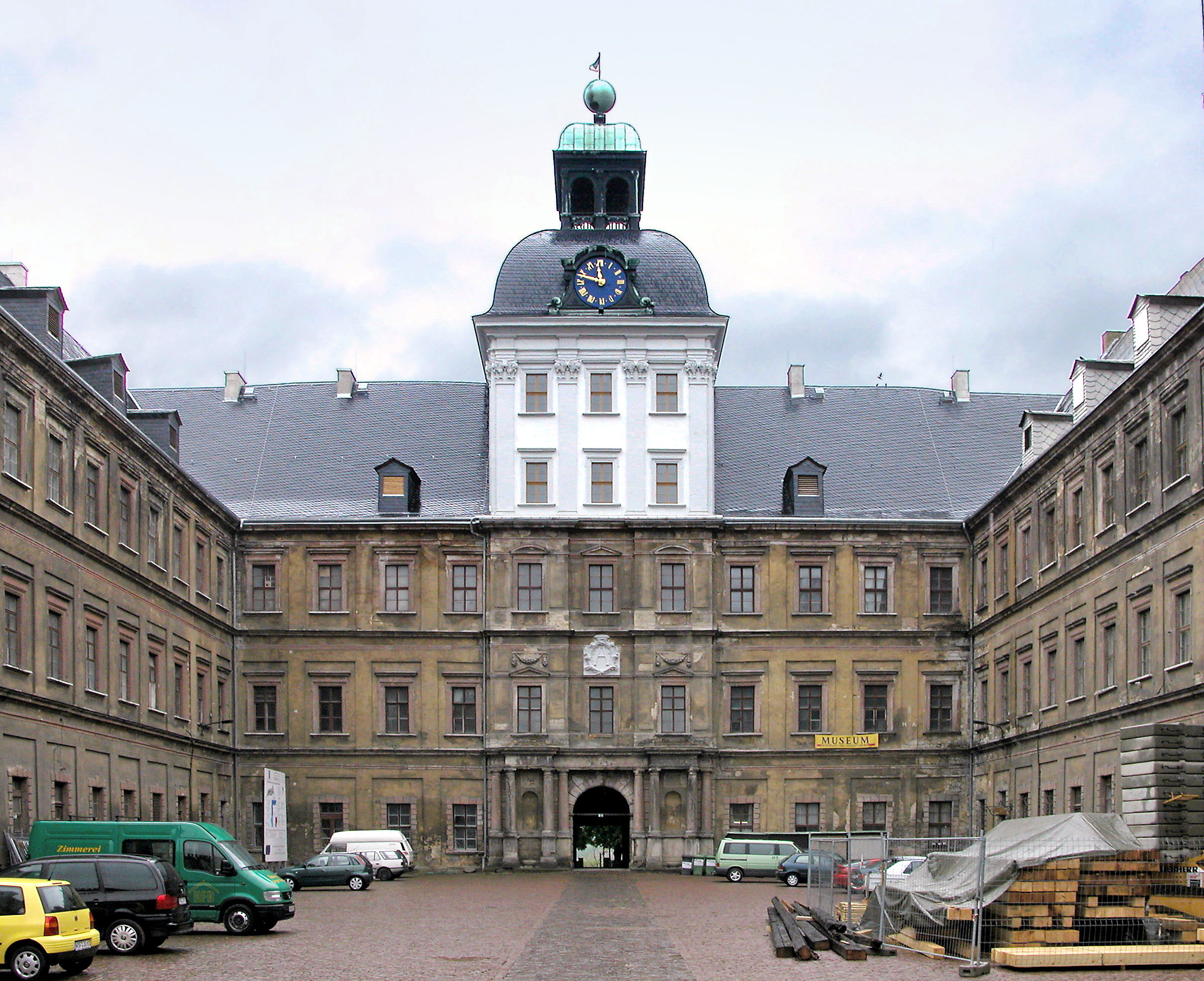
Замок Ной-Августусбург

Назва Weißenfels вперше з'явилася в 1169 році і пов'язана з замком на білій скелі. Замок було видно далеко в долині Заале і це дало назву місту.

Хроніка Вайсенфельса починається з 1185 року, коли Вайсенфельс був заснований маркграфом Мейсена — Отто Багатим (нім. Otto der Reiche). Захист замку, переправа через річку та перетин важливих торгових шляхів мали вирішальне значення для розвитку Вайсенфельса як місця.
З 1900 року до Першої світової війни Вайсенфельс був центром обробки хутра російської білки.
Великі хімічні заводи були побудовані неподалік, в Леуні (нім. Leunawerke, травень 1916 р.) і Буні (нім. Buna-Werke GmbH Schkopau, квітень 1936 р.). Вони набирали на роботу людей з Вайсенфельса.
В епоху націонал-соціалізму політичні опоненти нацистського режиму та інші групи, які не вписувалися в образ «арійської національної спільноти», переслідувалися, а багато з них були вбиті. 
Пруссія була розпущена Контрольною радою союзників і Вайсенфельс став частиною новоствореної землі Саксонія-Ангальт.

## Уродженці
- Йоганн Давид Гайніхен — німецький композитор

## Галерея

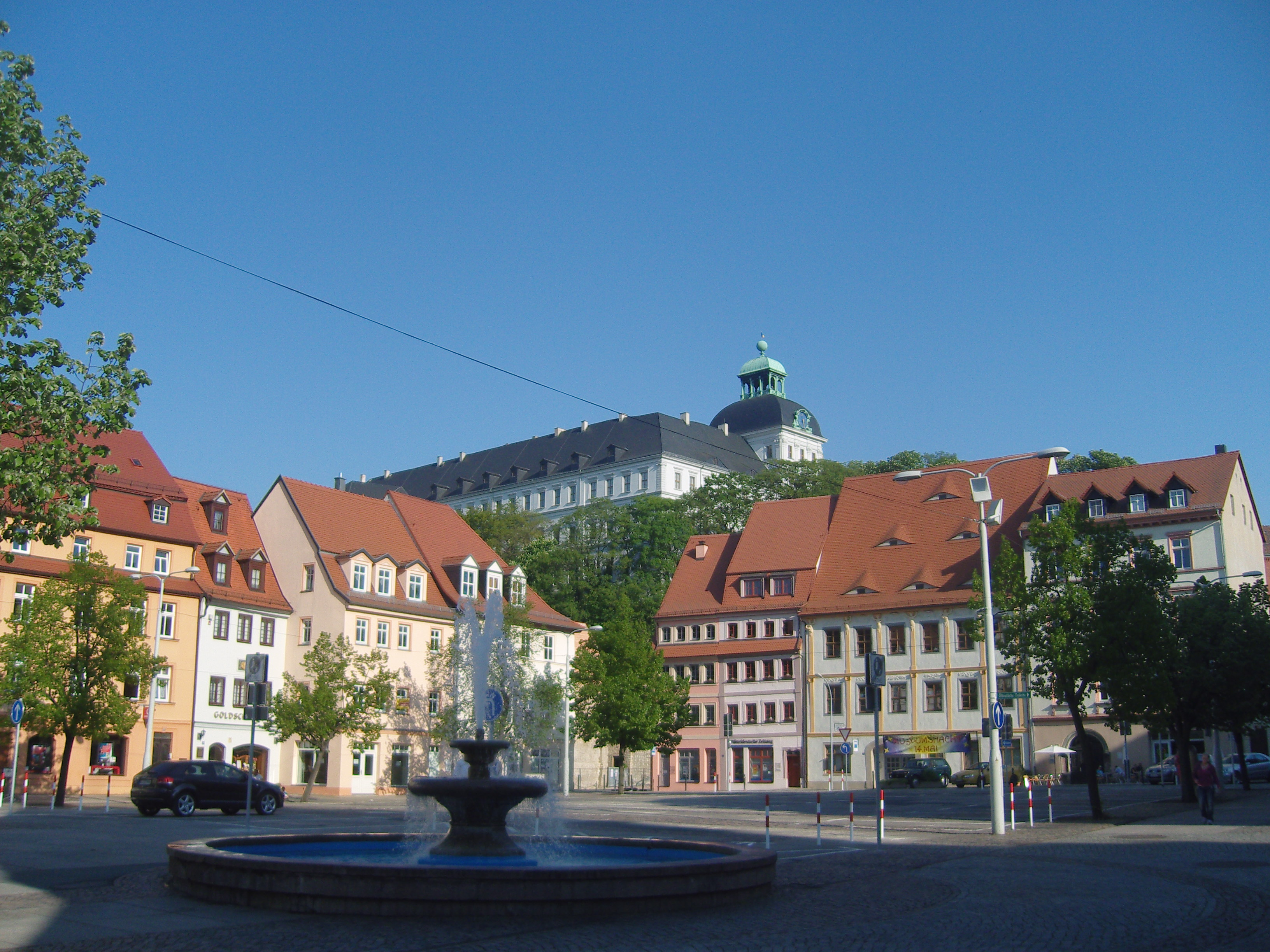
Ринкова площа, вдалині замок Вайсенфельс
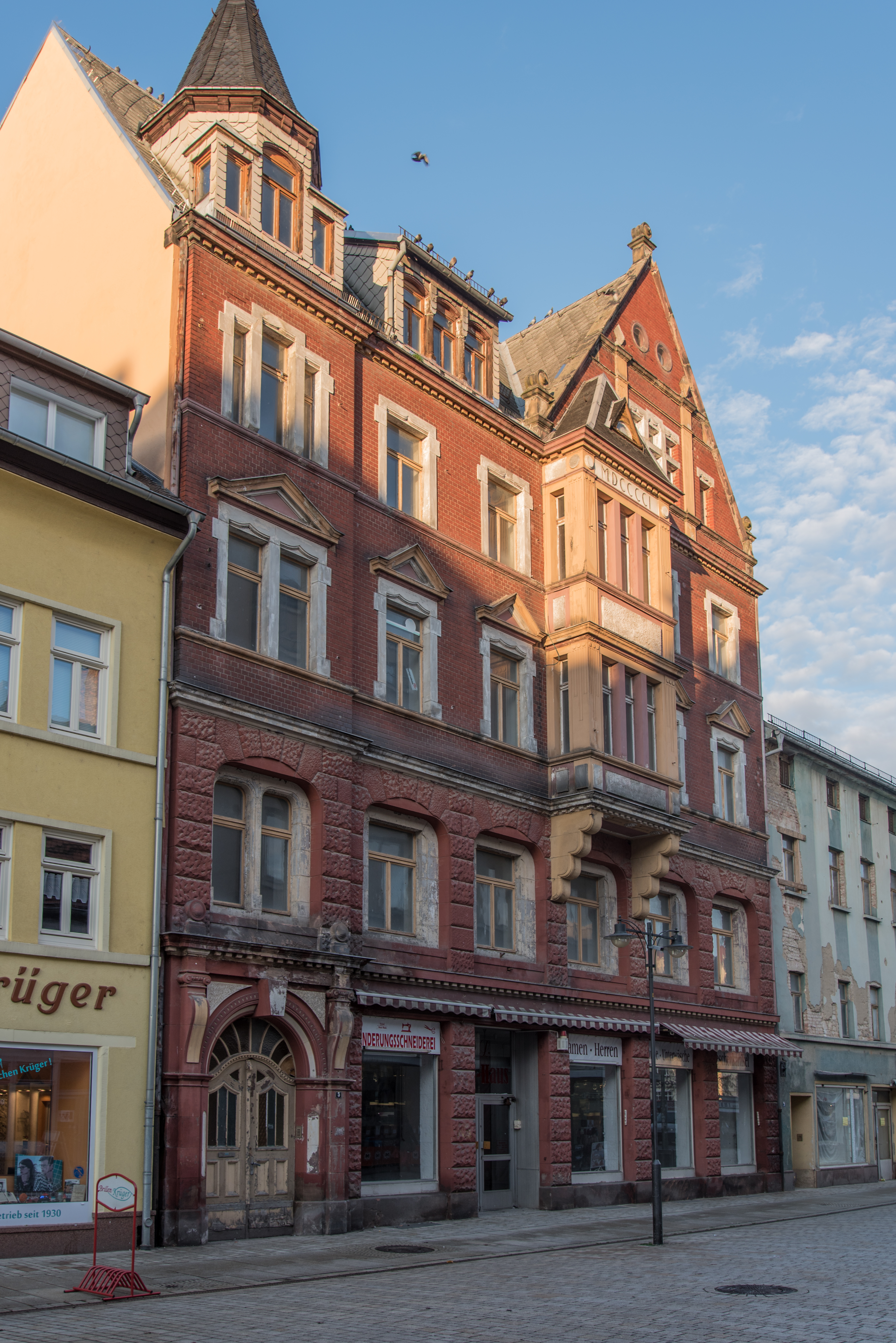
Юденштрассе, 5,  історичний пам’ятник
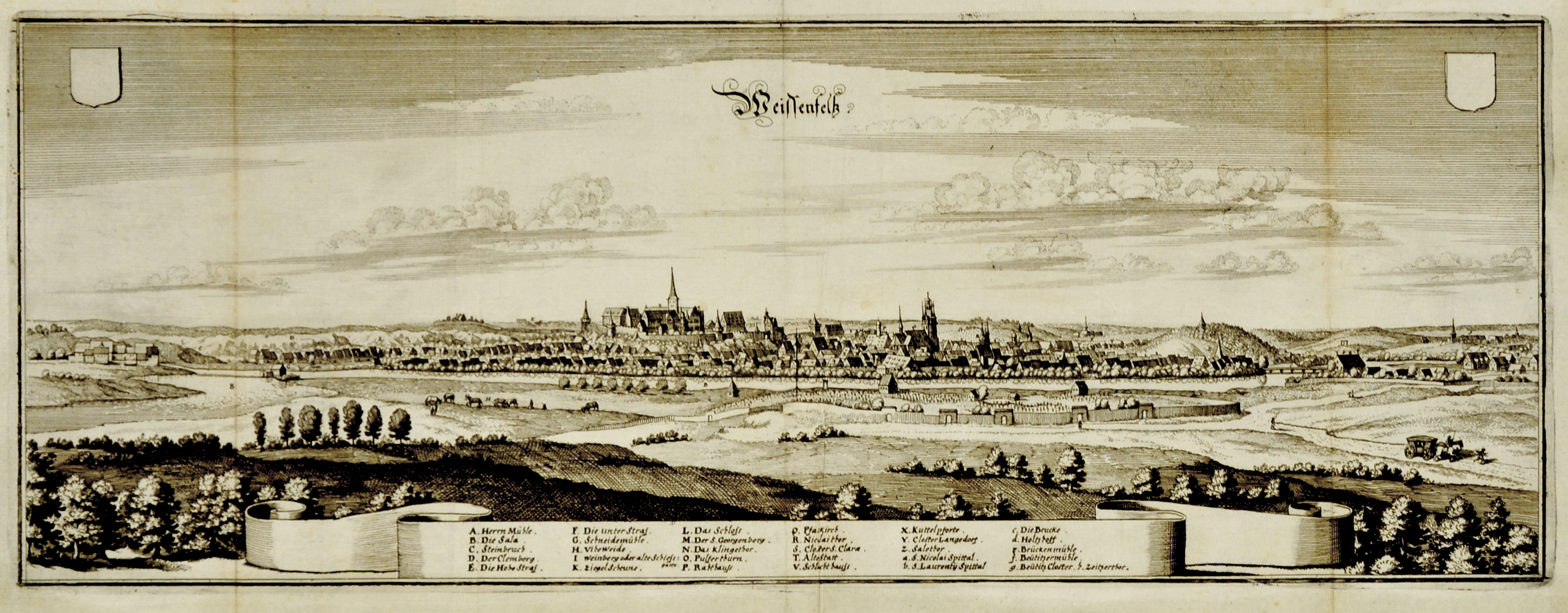
Гравюра на міді, панорамний вид на Вайсенфельс
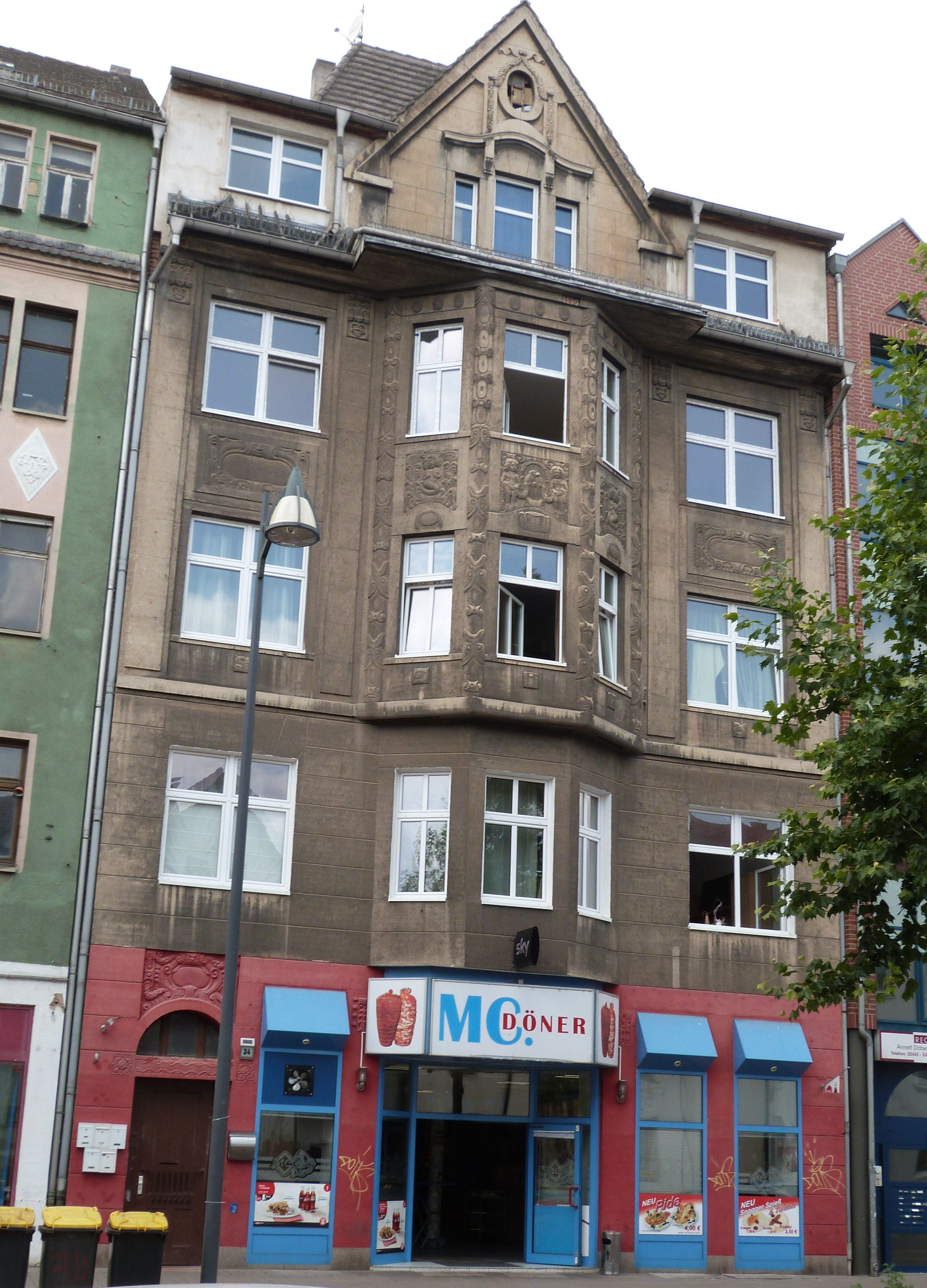
Вулиця Мерзебург, будинок № 34
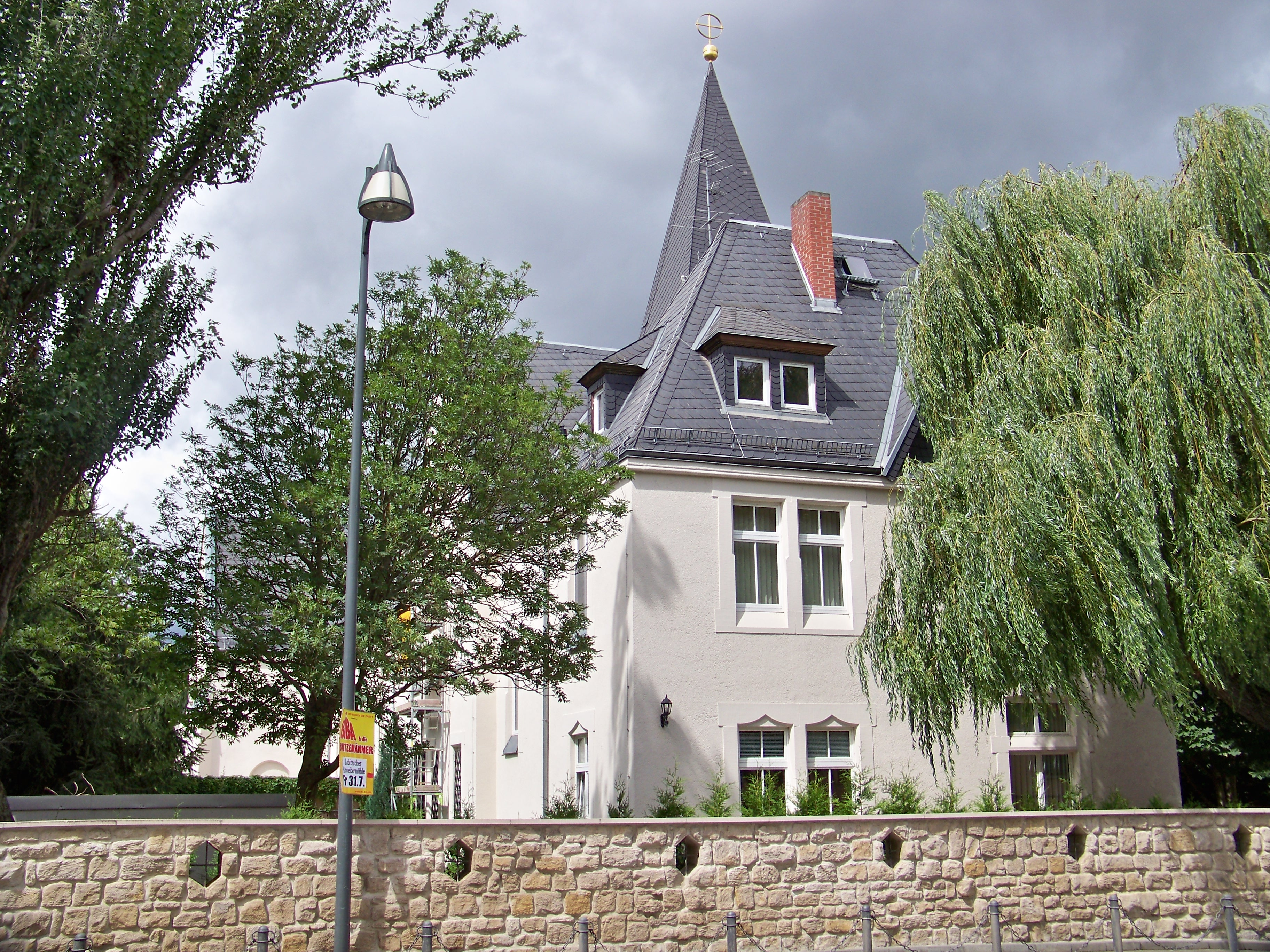
Католицька церква у Вайсенфельсі
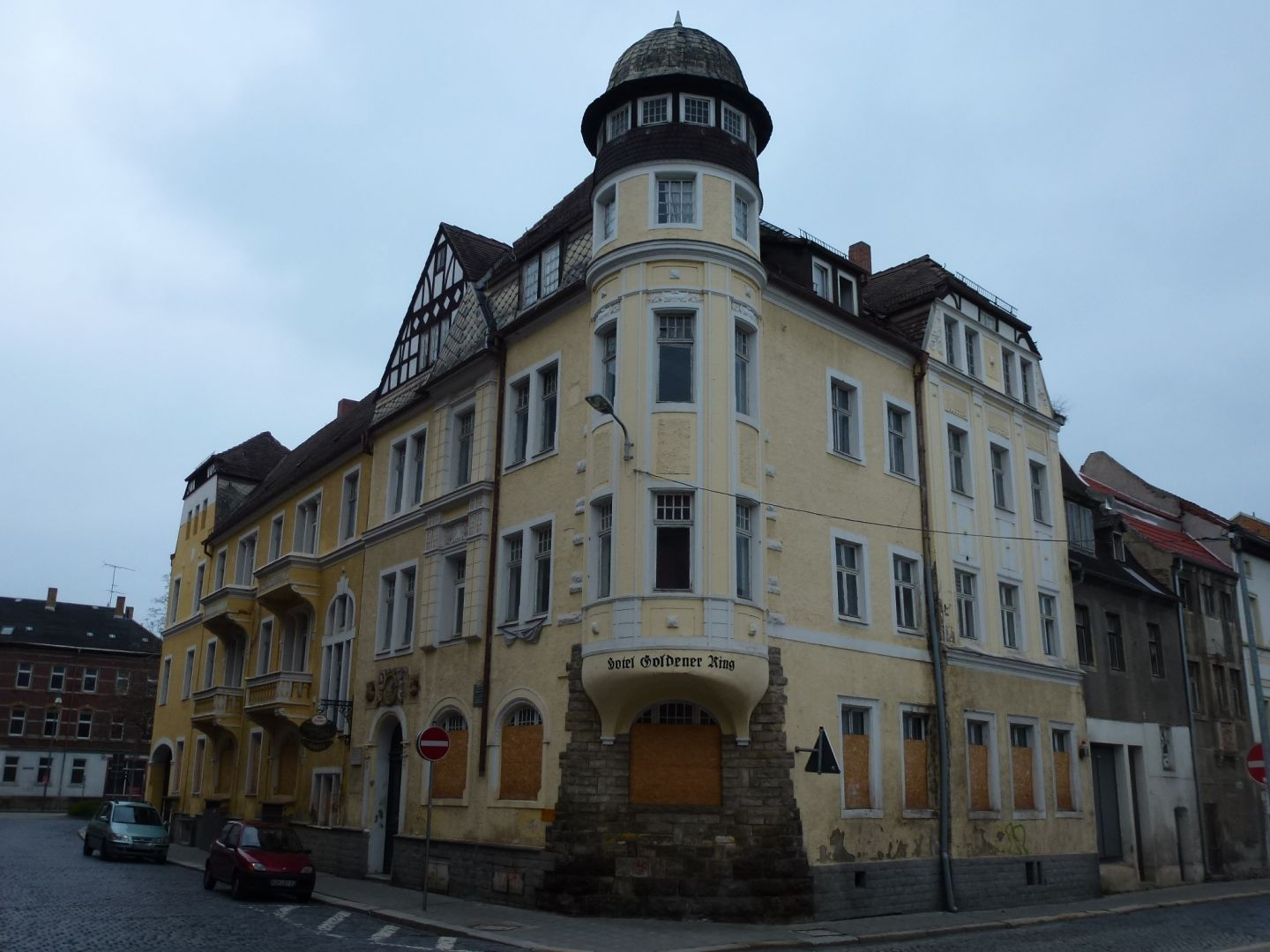
Готель Goldener Ring